# Coelosphaera dividuum
Coelosphaera dividuum är en svampdjursart som först beskrevs av Topsent 1927.  Coelosphaera dividuum ingår i släktet Coelosphaera och familjen Coelosphaeridae. Inga underarter finns listade i Catalogue of Life.